# Uvàrivka (Crimea)
|  | Per a altres significats, vegeu «Uvàrovka». |

Uvàrivka (en (ucraïnès): Уварівка) és un poble de la República Autònoma de Crimea a Ucraïna, que el 2014 tenia 1.136 habitants. Pertany al districte de Nijnegorski. Fins al 1948 la vila es deia Burnaix.